# Paracycling-Bahnweltmeisterschaften 2009
Die Paracycling-Bahnweltmeisterschaften 2009 fanden vom 6. bis 8. November 2009 im Manchester Velodrome statt.

## Resultate

### Sprint Klasse B
| Männer – B & VI |                                             |              |                       |
| #               | Fahrer/Pilot                                | Nationalität | Zeit                  |
|                 | Neil Fachie/ Richard Storey                 | GBR          | 10,677 (1) 10,886 (2) |
|                 | José Enrique Porto/ José Antonio Villanueva | ESP          |                       |
|                 | Daniel Chalifour/ Luc Dionne                | CAN          | – (1) 13,859 (2)      |

### Mixed Team Sprint LC/CP
| WM C1–5 (750 m) |                                                      |              |        |
| #               | Fahrerin/Pilotin                                     | Nationalität | Zeit   |
|                 | Mark Bristow/Jody Cundy/Darren Kenny                 | GBR          | 50,232 |
|                 | Jiří Bouška/Jiří Ježek/Tomáš Kvasnicka               | CZE          | 52,382 |
|                 | Amador Granado/Juan Emilio Gutiérrez/Pablo Jaramillo | ESP          | 53,698 |

### Zeitfahren Klasse B & VI
| Frauen – B & VI (1000 m) |                                      |              |             |
| #                        | Fahrerin/Pilotin                     | Nationalität | Zeit        |
|                          | Aileen McGlynn/ Ellen Hunter         | GBR          | 1:09,054 WR |
|                          | Karissa Whitsell/ Mackenzie Woodring | USA          | 1:12,222    |
|                          | Henrike Handrup/ Ellen Heiny         | GER          | 1:12,475    |

| Männer – B & VI (1000 m) |                                             |              |             |
| #                        | Fahrer/Pilot                                | Nationalität | Zeit        |
|                          | Neil Fachie/ Richard Storey                 | GBR          | 1:02,217 WR |
|                          | Simon Jackson/ David Readle                 | GBR          | 1:04,904    |
|                          | José Enrique Porto/ José Antonio Villanueva | ESP          | 1:05,683    |

### Verfolgung Klasse B & VI
| Frauen – B & VI (3000 m) |                                      |              |             |
| #                        | Fahrerin/Pilotin                     | Nationalität | Zeit        |
|                          | Karissa Whitsell/ Mackenzie Woodring | USA          | 3:36,362 WR |
|                          | Catherine Walsh/ Caroline Ryan       | IRL          | 3:38,756    |
|                          | Aileen McGlynn/ Ellen Hunter         | GBR          | 3:38,196    |

| Männer – B & VI (4000 m) |                                 |              |          |
| #                        | Fahrer/Pilot                    | Nationalität | Zeit     |
|                          | Clark Rachfal/ David Swanson    | USA          | 4:26,472 |
|                          | David Llaurado/ Christian Venge | ESP          | 4:31,502 |
|                          | Brian Cowie/ Devon Smibert      | CAN          | 4:31,171 |

### Zeitfahren Klasse LC/CP
| Zeitfahren                 | Fahrerin               | Nationalität | Zeit      |
| -------------------------- | ---------------------- | ------------ | --------- |
| Frauen – LC2–CP4 (500 m)   |                        |              |           |
|                            | Jennifer Schuble       | USA          | 38,834 WR |
|                            | Roxane Mathieson Burns | RSA          | 44,247    |
|                            | Marie-Claude Molnar    | CAN          | 44,837    |
| Frauen – LC3-4–CP3 (500 m) |                        |              |           |
|                            | Paula Tesoriero        | NZL          | 43,142 WR |
|                            | Jayme Paris            | AUS          | 44,211    |
|                            | Barbara Buchan         | USA          | 45,599    |

| Zeitfahren            | Fahrer                | Nationalität | Zeit        |
| --------------------- | --------------------- | ------------ | ----------- |
| Männer – LC1 (1000 m) |                       |              |             |
|                       | Mark Bristow          | GBR          | 1:09,680    |
|                       | Pablo Garamillo       | ESP          | 1:09,953    |
|                       | Mario Hammer          | GER          | 1:10,381    |
| Männer – LC2 (1000 m) |                       |              |             |
|                       | Jody Cundy            | GBR          | 1:05,414 WR |
|                       | Carol Eduard Novak    | ROU          | 1:09,746    |
|                       | Jiří Ježek            | CZE          | 1:10,198    |
| Männer – LC3 (1000 m) |                       |              |             |
|                       | Masaki Fujita         | JPN          | 1:15,307    |
|                       | Tobias Graf           | GER          | 1:18,037    |
|                       | Carmelo Sanchez       | COL          | 1:18,095    |
| Männer – LC4 (1000 m) |                       |              |             |
|                       | Michael Teuber        | GER          | 1:22,083    |
|                       | Pierre Senska         | GER          | 1:26,224    |
|                       | Juan José Méndez      | ESP          | 1:27,004    |
| Männer – CP3 (1000 m) |                       |              |             |
|                       | Darren Kenny          | GBR          | 1:11,472    |
|                       | Rik Waddon            | GBR          | 1:11,513    |
|                       | Juan Emilio Gutiérrez | ESP          | 1:16,530    |
| Männer – CP4 (1000 m) |                       |              |             |
|                       | Jiří Bouška           | CZE          | 1:10,520    |
|                       | Aaron Trent           | USA          | 1:13,377    |
|                       | Michele Pittacolo     | ITA          | 1:14,013    |

### Verfolgung Klasse LC/CP
| Verfolgung                  | Fahrerin               | Nationalität | Zeit                      |
| --------------------------- | ---------------------- | ------------ | ------------------------- |
| Frauen – LC2–CP4 (3000 m)   |                        |              |                           |
|                             | Jennifer Schuble       | USA          |                           |
|                             | Marie-Claude Molnar    | CAN          | eingeholt                 |
|                             | Roxane Mathieson Burns | RSA          | 4:44,291                  |
| Frauen – LC3-4–CP3 (3000 m) |                        |              |                           |
|                             | Barbara Buchan         | USA          | 4:33,804 Factor: 4:18,498 |
|                             | Raquel Acinas          | ESP          | 4:41,991 Factor: 4:58,688 |
|                             | Yvonne Marzinke        | GER          |                           |

| Verfolgung            | Fahrer             | Nationalität | Zeit      |
| --------------------- | ------------------ | ------------ | --------- |
| Männer – LC1 (4000 m) |                    |              |           |
|                       | Michael Gallagher  | AUS          | 4:41,568  |
|                       | Wolfgang Sacher    | GER          | eingeholt |
|                       | Wolfgang Eibeck    | AUT          | 4:50,966  |
| Männer – LC2 (4000 m) |                    |              |           |
|                       | Jiří Ježek         | CZE          | 4:41,883  |
|                       | Carol Eduard Novak | ROU          | 4:45,117  |
|                       | Roberto Alcaide    | ESP          |           |
| Männer – LC3 (3000 m) |                    |              |           |
|                       | Tobias Graf        | GER          | 3:50,646  |
|                       | Masaki Fujita      | JPN          | eingeholt |
|                       | Michael Stark      | CZE          |           |
| Männer – LC4 (3000 m) |                    |              |           |
|                       | Michael Teuber     | GER          |           |
|                       | Juan José Méndez   | ESP          | eingeholt |
|                       | Paolo Vigano       | ITA          | 4:21,394  |
| Männer – CP3 (3000 m) |                    |              |           |
|                       | Darren Kenny       | GBR          | 3:38,944  |
|                       | Rik Waddon         | GBR          | 3:42,461  |
|                       | Javier Ochoa       | ESP          | 3:53,846  |
| Männer – CP4 (4000 m) |                    |              |           |
|                       | Michele Pittacolo  | ITA          | 5:02,953  |
|                       | Cesar Neira        | ESP          | 5:06,704  |
|                       | Aaron Trent        | USA          | 5:02,447  |

## Leistungsklassen
Klassifikationen der UCI:
- Einschränkung des Bewegungsapparates:
  - LC 1 -
  - LC 2 -
  - LC 3 -
  - LC 4 -

- Zerebrale Lähmungen:
  - CP 4 -
  - CP 3 -
  - CP 2 -

- Beeinträchtigung der Sehfähigkeit: B/VI –  Gefahren wird auf einem Tandem mit einem nicht-sehbehinderten Piloten

Am 1. Oktober 2010 wurde eine neue Klassifikation der körperlichen Einschränkungen im Paracycling eingeführt.